# NGC 5025
NGC 5025 (другие обозначения — UGC 8292, MCG 5-31-155, ZWG 160.162, IRAS13103+3204, PGC 45887) — спиральная галактика (Sb) в созвездии Гончие Псы.
Этот объект входит в число перечисленных в оригинальной редакции «Нового общего каталога».